# Neptis shirozui
Neptis shirozui är en fjärilsart som beskrevs av Okano 1954. Neptis shirozui ingår i släktet Neptis och familjen praktfjärilar. Inga underarter finns listade i Catalogue of Life.